# 劉錫晃
劉錫晃（1929年—2017年），前香港乒乓球運動員及乒乓球教練。1954年，薛緒初、鍾展成、徐祥齡、劉錫晃代表香港隊在新加坡第三屆亞洲乒乓球錦標賽獲得男子團體賽冠軍。1957年，劉錫晃在馬尼拉第四屆亞洲乒乓球錦標賽獲得男子單打冠軍。退役後擔任香港乒乓球代表隊及南華體育會乒乓球教練至2015年榮休。